# Антарктический парадиплоспинус
Антарктический парадиплоспинус (лат. Paradiplospinus antarcticus) — вид лучепёрых рыб из  семейства гемпиловых (Gempylidae). Распространены в Южном океане. 

## Описание
Тело чрезвычайно удлиненное и сжатое с боков; у взрослых особей максимальная высота тела укладывается 13—17 раз в стандартную длину тела. Анальное отверстие расположено на уровне 32—34 луча первого спинного плавника. Расстояние от анального отверстия до первого жёсткого луча анального плавника примерно равно длине рыла. Длина головы укладывается 4,9—5,4 раза в стандартную длину тела у особей длиной более 30 см. В передней части верхней челюсти 3—6 клыковидных зубов, а в передней части нижней челюсти по одному клыку с каждой стороны. Первый спинной плавник с 36—39 жёсткими лучами, во втором спинном плавнике 28—34 мягких лучей. Длина основания второго спинного плавника в 2,1—2,6 раза меньше длины основания первого спинного плавника. Анальный плавник с двумя свободными колючками и 25—31 мягкими лучами. Позвонков 64—67, из них 37—39 туловищных и 26—28 хвостовых.
Тело серебристо-белое без каких-либо заметных отметин, за исключением 40—50 узких продольных линий бледных меланофоров. Основание спинного плавника, оперкулярная область и основание хвостового плавника тёмно-коричневые.
Максимальная стандартная длина тела 52 см, обычно до 35 см.

## Распространение и места обитания
Распространены в холодных водах Антарктики и Субантарктики. Взрослые и неполовозрелые особи обитают в эпи- и мезопелагиали на глубине от поверхности до 830 м (при температуре от 0º до 4ºC). Личинки и молодь, вероятно, мезо- и батипелагические, встречаются на глубине до 2830 м. Питаются крилем, кальмарами и рыбами (преимущественно миктофидами).